# الواسطة (المهرة)

تعديل مصدري - تعديل

الواسطة هي إحدى قرى مديرية منعر التابعة لمحافظة المهرة، بلغ تعداد سكانها 172 نسمة حسب تعداد اليمن لعام 2004.